# Rik Slabbinck
Rik Slabbinck est un peintre belge né à Bruges le 3 août 1914 et décédé dans sa ville natale le 19 juillet 1991.

## Biographie
Rik Slabbinck est élève à l'Académie de Bruges, dont il suit les cours du soir en 1933-1935, et à Saint-Lucas à Gand. Travaille dans l'atelier de Constant Permeke (1936-1938). Cet expressionnisme flamand a dominé son travail jusqu'en 1945.
Il renonce à la déformation de l'expressionnisme et aux tonalités monochromes avec un clair-obscur subtil pour une brillante palette de couleurs chaudes. Les jeux d'ombres et le relief de la surface peinte sont déjà traités avec soin. 
À Bruxelles, il a fréquenté régulièrement les membres du groupe La Route Libre et a participé aux expositions Apport. En 1945, il est l'un des fondateurs du mouvement la Jeune Peinture belge, dont il démissionnera en 1947 ,. Il tente de renouveler la forme plastique en donnant plus d'attention à la structure. L'absence de perspective et des aplats presque monochromes montrent une influence du mouvement abstrait.
À partir des années cinquante, ses couleurs ne sont plus issues de la réalité, mais déterminées par la composition. Il montre une préférence pour l'utilisation du couteau à palette - ce qui est idéal pour travailler sur de vastes couches de peinture. Les pinceaux sont utilisés pour créer des esquisses à l'huile. De cette manière, il crée des œuvres qui exhalent une forte force de synthèse. 
De 1963 à 1979, il tient une master class à l'Institut Supérieur de l’Académie des beaux-arts d’Anvers (NHISKA).

## Œuvre

### Prix
- Prix de Rome belge en peinture : bourse (1940), second prix (1943)[5].
- Prix Oleffe, 1984

### Sociétés artistiques
- Apport, Cofondateur, 1941
- La Jeune Peinture Belge, Cofondateur, 1945-1947
- Académie Royale de Belgique, 1958[5].

### Sélection de tableaux
- La Nappe à carreaux, 1947
- Nuages rouges, 1963
- Stilleven met druiven, 1963
- La Bouteille de champagne, 1975
- Zomer in mijn land, 1988

### Muséographie
- Civica Galleria d’Arte Moderna, Milan
- Collections de la Chambre des représentants et du Sénat, Bruxelles
- Groeningemuseum, Bruges
- Koninklijk Museum voor Schone Kunsten, Anvers
- MPAM et MBA, Oostende
- Musée des beaux-arts, Liège
- Musées royaux des beaux-arts, Bruxelles
- Museum voor Schone Kunsten, Gand
- Stedelijke Musea, Dendermonde
- Walraff-Richartzmuseum, Cologne[9]

### Expositions

#### Expositions individuelles
- Anvers, 1936
- Retrospective, Groeningemuseum, Brugge, 1964[10].
- Rik Slabbinck, peintre soleil de Flandres, Candelaerhuys, Bruxelles, 2002
- Rik Slabbinck, Galerie Albert I, Bruxelles, 2011

#### Expositions collectives
- Salon annuel Apport, Bruxelles, 1940-1943
- La Jeune Peinture Belge, Galerie Plaats, LavHaye , 1946
- La Jeune Peinture Belge, Galerie Van Lier, Amsterdam, 1947
- Biennales de Venise, 1948 et 1958
- Biennale de Sao Paolo, 1951
- Biennale de Menton, 1953
- Belgische schilderkunst van 1890-heden, Centraal Museum Utrecht, 1966[10].
- Slabbinck - André Lopez, Casino Kursaal Oostende, 1994

## Distinction
- Chevalier de l'ordre de Léopold II (8 janvier 1948)[11].

### Liens
- Ressources relatives aux beaux-arts :   - Artists of the World Online
  - Bénézit
  - Delarge
  - Dictionnaire des peintres belges
  - MutualArt
  - RKDartists
  - Union List of Artist Names
- Ressource relative à plusieurs domaines :   - ODIS
- Notices d'autorité :   - VIAF
  - ISNI
  - BnF (données)
  - IdRef
  - LCCN
  - GND
  - Belgique
  - Pays-Bas
  - Israël
  - NUKAT
  - WorldCat